# Шупенов, Рустем
Рустем Шупенов (23 мая 1923, Кош-Тюбе, Аулиеатинский уезд, Сырдарьинская область — 8 мая 2010, Головачёвка, Жамбылский район) — советский хозяйственный, государственный и политический деятель, Герой Социалистического Труда.

## Биография
Родился в 1923 году в селе Кош-Тюбе Аулиеатинского уезда Сырдарьинской области. Член КПСС.
Участник Великой Отечественной войны. С 1944 года — на хозяйственной, общественной и политической работе. В 1944—1980 гг. — учётчик тракторной бригады и кладовщик, бригадир полеводческой бригады и секретарь партийной организации колхоза «Красная Звезда» Джамбулского района Джамбулской области Казахской ССР, секретарь парткома колхоза «Аль-Куль», председатель исполкома Костюбинского сельского Совета депутатов трудящихся Джамбулского района.
Указом Президиума Верховного Совета СССР от 15 июня 1950 года присвоено звание Героя Социалистического Труда с вручением ордена Ленина и золотой медали «Серп и Молот».
Умер в селе Головачёвка Жамбылского района в 2010 году.